# Illa de Stefansson
L'Illa Stefansson (en anglès Stefansson Island) és una illa canadenca de l'Arxipèlag Àrtic Canadenc, que pertany administrativament al territori de Nunavut.
Té una superfície de 4.463 km², sent la 128a del món i 27a del Canadà. L'illa, pel nord, està banyada per les aigües del Canal del Vescomte Melville i, per l'est per les aigües del Canal M'Clintock. Es troba just al costat de la península Storkerson de l'Illa Victòria, de la qual la separa el Canal de Goldsmith. El punt més elevat d'Illa Stefansson té una altitud de 290 m.
L'illa porta el seu nom en honor de l'explorador canadenc Vilhjalmur Stefansson (1879-1962).